# Bão Linfa (2020)
Bão nhiệt đới Linfa, tại Việt Nam gọi là bão số 6, là một xoáy thuận nhiệt đới chết người diễn ra vào tháng 10 năm 2020 gây mưa lớn và lũ lụt gió mùa tại Việt Nam. Là cơn bão thứ mười lăm trong mùa bão Tây Bắc Thái Bình Dương 2020, Linfa hình thành từ một xoáy thấp trong dải hội tụ nhiệt đới ở phía tây của Philippines ngày 10 tháng 10 năm 2020, sau đó mạnh lên thành bão nhiệt đới. Cơn bão di chuyển về phía Tây và gây mưa lớn ở Việt Nam vào ngày 11 tháng 10. Tính đến ngày 14 tháng 10, cơn bão đã làm 44 người thiệt mạng và 6 người mất tích tại Việt Nam.

## Lịch sử khí tượng
| Thang bão Saffir–Simpson |     |    |    |    |    |    |
| ATNĐ                     | BNĐ | C1 | C2 | C3 | C4 | C5 |

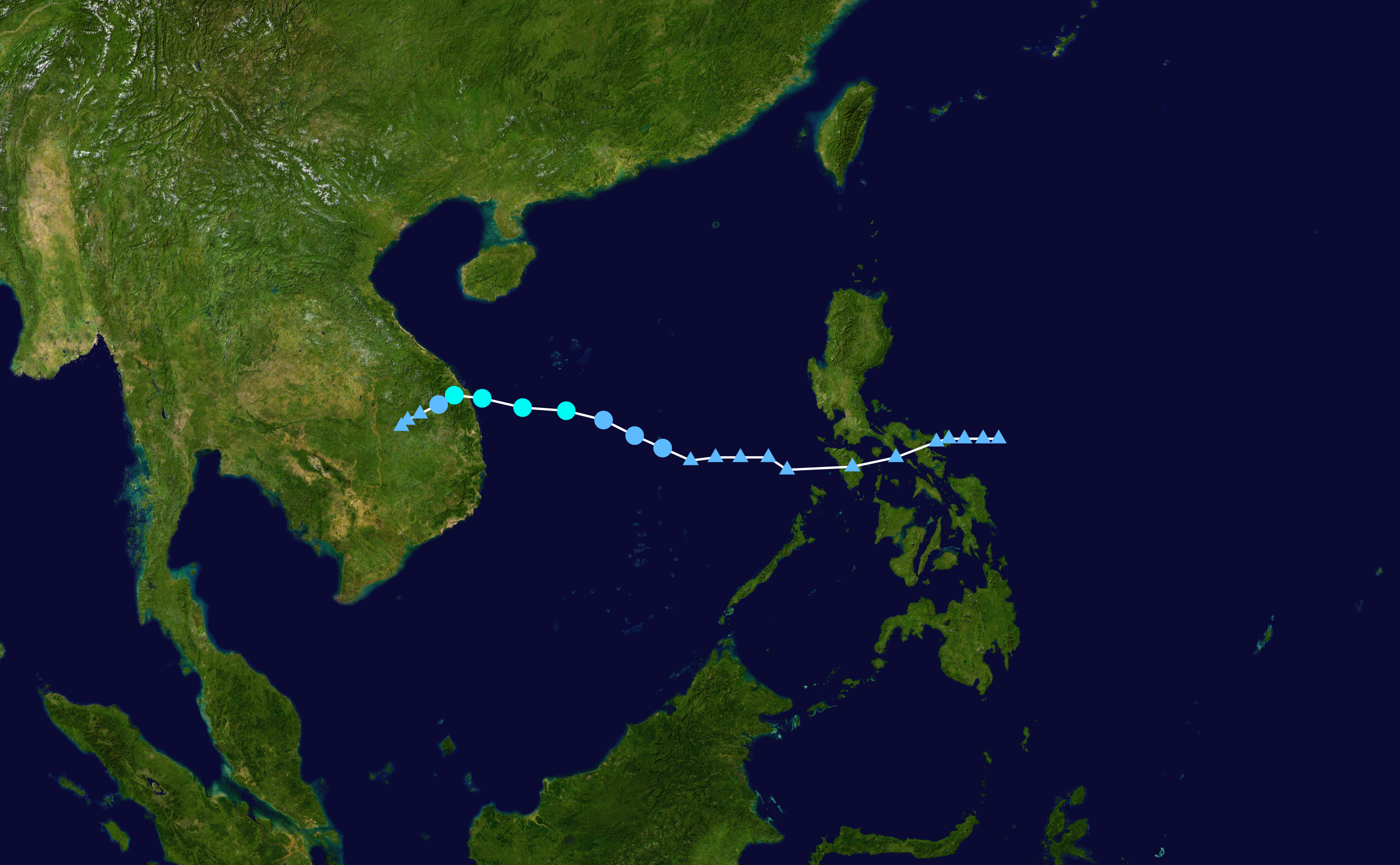
Quỹ đạo cơn bão Linfa, một cơn bão tàn phá khiến Miền Trung chịu thiệt hại nặng nề năm 2020. Những dấu chấm màu đại diện cho vị trí bão và cường độ của nó trong thời gian sáu tiếng.

Ngày 9 tháng 10, JTWC bắt đầu theo dõi một hệ thống nhiệt đới phía đông đông nam của Đà Nẵng, Việt Nam. Ngày 10 tháng 10, hệ thống được JTWC và JMA tuyên bố là áp thấp nhiệt đới. Cùng ngày, JMA nâng cấp áp thấp thành bão nhiệt đới và đặt tên là Linfa. Cơn bão di chuyển về hướng tây, đổ bộ vào miền Trung Việt Nam lúc 3:00 UTC (10 giờ sáng giờ địa phương) ngày 11 tháng 10. JTWC đưa ra cảnh báo cuối cùng về cơn bão vào 9:00 ngày hôm đó. JMA sau đó cũng đưa ra cảnh báo cuối cùng vào lúc 18:00 UTC, 1 giờ sáng ngày 12 tháng 10 theo giờ địa phương.

## Tác động
Linfa gây mưa lớn kỷ lục ở miền Trung Việt Nam, lên mức 1.888 mm tại A Lưới (Huế), và 1.520 mm ở Quảng Trị. Các tỉnh thành miền Trung bị ảnh hưởng nặng nề, với hơn hàng trăm ngôi nhà bị phá hủy và hàng trăm nghìn ngôi nhà bị lụt. Ngoài ra, cơn bão phá hủy 108 đoạn cao tốc và 8,6 km đường cao tốc liên tỉnh.